# 苏州高新广场
苏州高新广场位于中国江苏省苏州市虎丘区的新区CBD核心地带，是一幢5A甲级纯写字楼。

## 历史
2010年竣工，主楼的主要功能为商务办公，高199米，总层数为45层，是苏州新区第一高纯写字楼。